# GSC8228-2047
GSC8228-2047 — хімічно пекулярна зоря спектрального класу B9, що має видиму зоряну величину в смузі V приблизно 10,5.

## Пекулярний хімічний склад
Зоряна атмосфера GSC8228-2047 має підвищений вміст 
Si
.